# Naso mcdadei
A Naso mcdadei a sugarasúszójú halak (Actinopterygii) osztályának sügéralakúak (Perciformes) rendjébe, ezen belül a doktorhalfélék (Acanthuridae) családjába tartozó faj.

## Neve
A hal a fajnevét, a mcdadei-t Michael McDaderól kapta, aki elsőként begyűjtötte.

## Előfordulása
A Naso mcdadei az Indiai-óceánban és a Csendes-óceán nyugati felén fordul elő. Az elterjedési területe Kelet-Afrikától a Nagy-korallzátonyig tart, beleértve a Timor-tengert is.

## Megjelenése
Ez a halfaj legfeljebb 75 centiméter hosszú. A hátúszóján 5 tüske és 28-31 sugár, míg a farok alatti úszóján 2 tüske és 26-29 sugár ül.

## Életmódja
Trópusi és tengeri hal, amely a korallzátonyokon él. 5-65 méteres mélységekben lelhető fel. A meredek vízalatti sziklafalakat és korallszirteket kedveli. Tápláléka a nagyobb méretű zooplankton és algák. Magányosan vagy kisebb rajokban él.